# ليام هاو
ليام هاو (بالإنجليزية: Liam Howe)‏ هو موسيقي وكاتب أغاني ومنتج أسطوانات بريطاني، ولد في 28 نوفمبر 1974.

## وصلات خارجية
- ليام هاو على موقع IMDb (الإنجليزية)
- ليام هاو على موقع ميوزك برينز (الإنجليزية)
- ليام هاو على موقع أول ميوزيك (الإنجليزية)
- ليام هاو على موقع ديسكوغز (الإنجليزية)
- ليام هاو على موقع قاعدة بيانات الفيلم (الإنجليزية)